# 김진성 (배우)
김진성(2001년 5월 8일 ~ )은 대한민국의 배우이다.

## 출연작

### 드라마
- 《태종 이방원》 (KBS1, 2022년) - 의안대군 이방석 역
- 《번외수사》 (OCN, 2020년) - 조명수 역
- 《특별근로감독관 조장풍》 (MBC, 2019년) - 구민재 역
- 《미스터 션샤인》 (tvN, 2018년) - 학도병 역
- 《흉부외과 - 심장을 훔친 의사들》 (SBS, 2018년) - 진우 역
- 《슬기로운 감빵생활》 (tvN, 2018년) - 어린 유한양 (재벌 2세) 역
- 《우리가 만난 기적》 (KBS2, 2018년) - 임호탁 역
- 《비밀의 숲》 (tvN, 2017년) - 어린 김정본 역
- 《여자를 울려》 (MBC, 2015년) - 황정훈 역
- 《그래도 푸르른 날에》 (KBS2, 2015년) - 어린 이영훈 역
- 《닥터 프로스트》 (OCN, 2014년~2015년) - 김다훈 역
- 《가족의 비밀》 (tvN, 2014년) - 고은호 역
- 《구암 허준》 (MBC, 2013년) - 신성군 역
- 《기황후》 (MBC, 2013년) - 마하 역
- 《해피누들》 (중국 저장위성TV, 2013년) - 어린 호진 역
- 《닥터 진》 (SBS, 2012년) - 진순영 역
- 《대왕의 꿈》 (KBS1, 2012년) - 어린 김법민 역
- 《해를 품은 달》 (MBC, 2012년) - 어린 10세 양명 역
- 《부탁해요 캡틴》 (SBS, 2012년) - 어린 김윤성 역
- 《계백》 (MBC, 2011년) - 부여태 역
- 《내사랑 내곁에》 (SBS, 2011년) - 어린 이소룡 역
- 《TV로 보는 원작동화 - 가방 들어주는 아이》 (EBS, 2011년) - 영택 역
- 《KBS 드라마 스페셜 - 그 남자가 거기 있다》 (KBS2, 2011년) - 어린 최준용 역
- 《매리는 외박중》 (KBS2, 2010년) - 어린 정인 역
- 《수상한 삼형제》 (KBS2, 2009년) - 혼수 역
- 《시티홀》 (SBS, 2009년) - 조랑 역
- 《사랑해, 울지마》 (MBC, 2008년) - 준 역
- 《연애결혼》 (KBS2, 2008년) - 어린 박현수 역
- 《대왕 세종》 (KBS, 2008년) - 어린 영종 역

### 영화
- 《기생령》 (2011년) - 기진 역
- 《헬로우 고스트》 (2010년) - 정원 역